# Pearl Musical Instrument

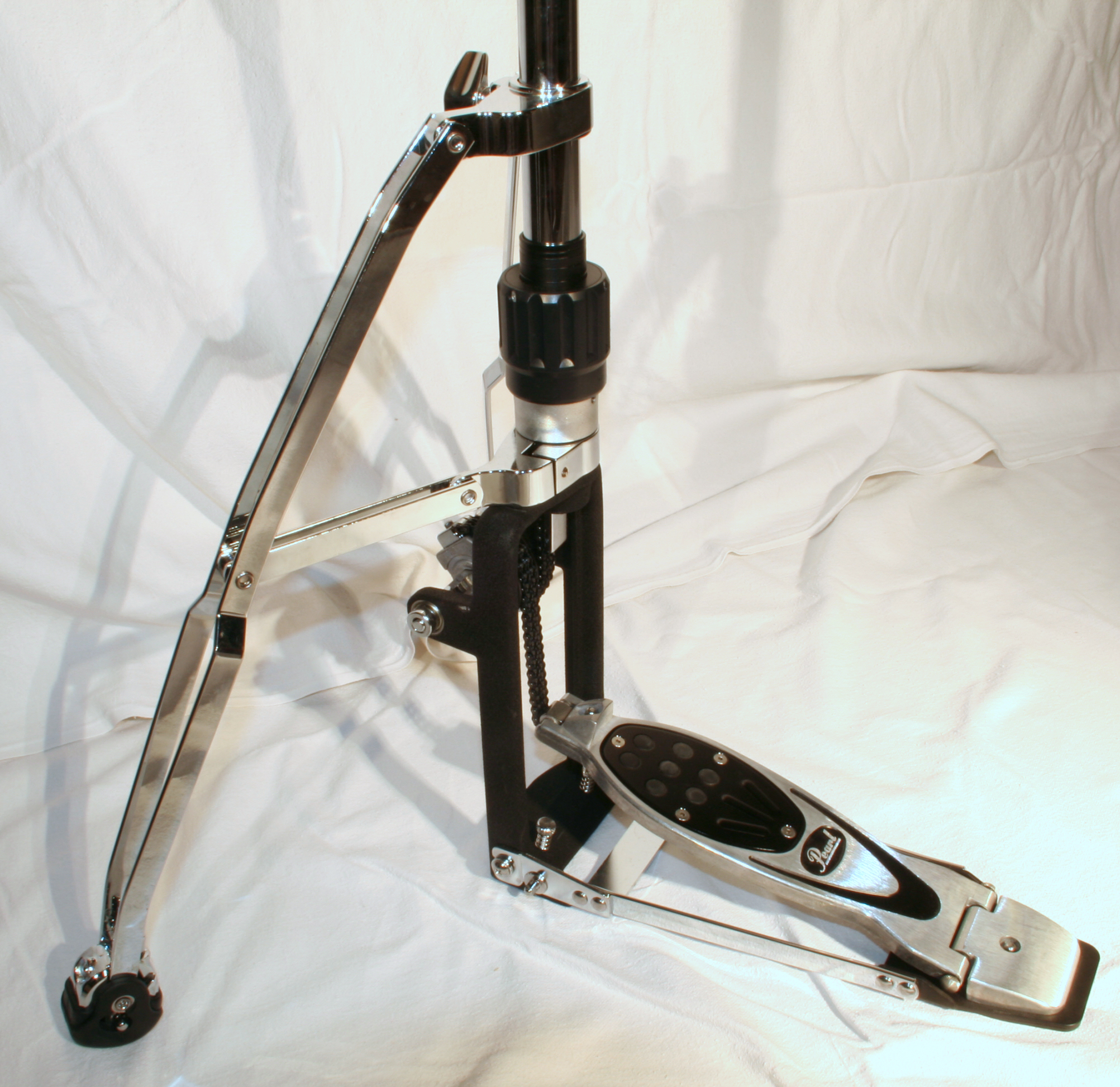
Die Hi-Hat-Maschine „Pearl H2000 Eliminator“

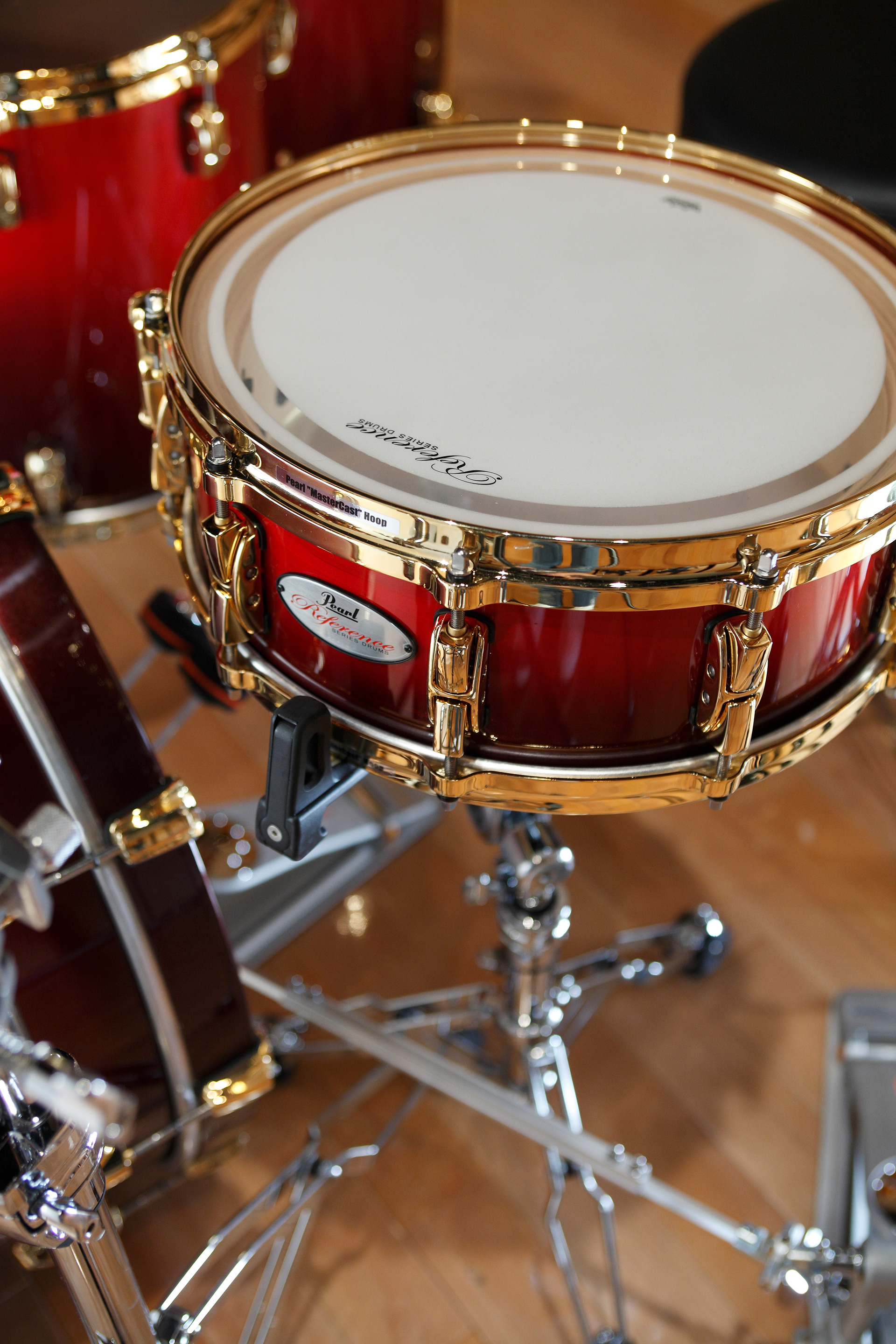
Pearl Reference

Pearl Musical Instrument Company, kurz Pearl, ist die englische Auslandsübersetzung des japanischen Unternehmens Pearl gakki seizō kabushiki-gaisha (パール楽器製造株式会社, wörtl. „Pearl Musikinstrumenteproduktion AG“), einem weltweit tätigen Hersteller von Schlaginstrumenten und Flöten mit Hauptsitz in der Stadt Yachiyo, Chiba. Neben kompletten Schlagzeugen stellt Pearl auch Percussion-Instrumente wie Congas, Bongos, Timbales, Cajóns, Batá-Trommeln, Djembés, Wadaiko-Trommeln her und Zubehör für Schlagzeuge. Auch Instrumente für den Bereich Marschmusik werden von Pearl gefertigt.

## Geschichte
Der Japaner Katsumi Yanagisawa gründete Pearl am 2. April 1946 in Sumida, Tokio. Anfangs wurden Notenständer hergestellt, erst 1950 wechselte er auf die Herstellung von Schlagzeugen.
Zuerst wurden Schlagzeugkörper für über 30 verschiedene Hersteller gefertigt. Erst in den 1960er-Jahren begann man damit diese Lieferungen einzustellen und Instrumente unter eigenem Namen und Logo zu produzieren.
Ab den 1960er-Jahren wurden Pearl-Schlagzeuge in Deutschland angeboten. Zunächst wurden die Schlagzeuge der führenden
Hersteller optisch nachgebaut. So verwendete Pearl ein an Rogers angelehntes Tom-Haltesystem. Etwa ab Mitte der 1970er-Jahre entwarf Pearl ein eigenes Tomhaltesystem, welches sich etwas an dem von Sonor orientierte. Es wurden aber jeweils zwei einzelne glatte Rohre verwendet, die paarweise an einer Doppeltomrosette auf der Bass Drum montiert wurden.

## Herstellung
Pearl stellt seine Instrumente nur in eigenen Werken her. Das Unternehmen besitzt Fabrikationsstätten für Schlagzeuge in China und Taiwan. Flöten werden in Taiwan und Japan hergestellt, während die Begleitinstrumente für latein-amerikanische Musik in Thailand gefertigt werden.
Pearl fertigt seine Instrumente in allen Kategorien und Preisstufen, vom Einsteigerbereich bis zur Oberklasse.

## Serien
| Serie              | Klasse                | Bemerkungen |
| ------------------ | --------------------- | --- |
| Pearl Professional |                       | auch in einer Version mit zusätzlicher Fiberglasbeschichtung innen „Wood-Fiberglas“-Plakette                    |
| Maxwin by Pearl    | Einsteiger            | Einsteigerserie seit Mitte der 1970er Jahre mit der alten nachgebauten Tomhalterung                             |
| Target             | Einsteiger            | Einsteigerserie für den Markt in Europa                                                                         |
| Forum              | Einsteigerserie       | |
| Export             | untere Mittelklasse   | meistverkaufte Serie der Welt                                                                                   |
| Decade             | Mittelklasse          | Nachfolger sowohl von Vision als auch von Session                                                               |
| Session            | gehobene Mittelklasse | |
| Masters Custom     | untere Oberklasse     | |
| Masterworks        | Oberklasse            | sämtliche Details lassen sich individuell für jede Trommel bestimmen                                            |
| Reference          | Oberklasse            | entstanden aus der Masterworks Serie jede Trommel hat die für ihre Größe optimale Kesselkomposition und Gratung |